# Steve Timmons
Steven Dennis Timmons, detto Steve (Newport Beach, 29 novembre 1958), è un ex pallavolista ed ex giocatore di beach volley statunitense, di ruolo opposto.

## Biografia
Si è sposato due volte, prima con Jeanie Buss e poi con Debbe Dunning, con la quale abita a Manhattan Beach, in California.

## Carriera
Dopo gli inizi nella Southern California ha disputato tre edizioni dei Giochi olimpici estivi con la nazionale statunitense, vincendo una medaglia in ogni torneo: due ori (Los Angeles 1984 e Seul 1988) e un bronzo (Barcellona 1992).
Assieme al connazionale Karch Kiraly, Timmons ha giocato da professionista in Italia nelle file del Porto Ravenna, agli ordini dell'allenatore Daniele Ricci e al fianco di atleti come Andrea Gardini, Stefano Margutti, Gian Marco Venturi e Fabio Vullo, vincendo, tra le altre cose, lo Scudetto nel 1991 e la Coppa dei Campioni nel 1992.
Al termine della carriera agonistica è passato al beach volley.
Nel 1998 viene incluso nella Volleyball Hall of Fame per meriti sportivi.

## Palmarès

### Club
- NCAA Division I: 1

1980
- Campionato italiano: 1

1990-91
- Coppa Italia: 1

1990-91
- Campionato mondiale per club: 1

1991
- Coppa dei Campioni: 1

1991-92
- Supercoppa europea: 1

1992

### Nazionale
- - Goodwill Games 1986
- - Giochi panamericani 1987
- - World Top Four maschile 1988

### Individuale
- 1980 - Division I NCAA statunitense: All-Tournament Team
- 1984 - Giochi Olimpici: MVP
- 1988 - Giochi Olimpici: Miglior Muro
- 1988 - World Super Four: MVP
- 1998 - Inserimento nella Volleyball Hall of Fame come giocatore